# Ksar Ghorghar
Ksar Ghorghar est un ksar de Tunisie situé dans le gouvernorat de Tataouine.

## Localisation
Le ksar constitue un ensemble, baptisé Ksour Jelidet, avec son voisin immédiat, Ksar Boujlida. Tous deux sont situés sur un éperon dominant une vallée, une position qualifiée par Marinella Arena et Paola Riffa de « particulièrement abritée ». De couleur rouge, en raison du substratum géologique de la région, il a une forme ellipsoïde mesurant cent mètres sur soixante.

## Histoire
Le site est ancien, Kamel Laroussi évoquant une fondation au XVIIIe siècle.

## Aménagement
Le ksar compte plusieurs quartiers de ghorfas dans ses deux cours intérieures. S'il en compte un total de 600 d'après Laroussi et de 300 d'après Abdesmad Zaïed, Herbert Popp et Abdelfettah Kassah estiment que la ruine du site ne permet pas d'effectuer un décompte fiable, même s'il s'accorde sur sa grande taille, une répartition majoritaire des ghorfas sur deux étages et la présence d'une seul entrée couverte (skifa).
De nos jours, Ksar Ghorghar est abandonné et dans un état de dégradation avancé.